# Francisco Abellán Cámara
Francisco Abellán Cámara, conocido como Abellán (Beniel, Murcia, 19 de enero de 1965), es un exfutbolista español. Fue guardameta y jugó en la Primera División de España con el FC Barcelona.

## Trayectoria
Formado en el Vista Alegre murciano, en 1981 ingresó en La Masia del FC Barcelona. Jugó dos temporadas en el juvenil y luego pasó al FC Barcelona Amateur de Tercera División. En su primera temporada logró el ascenso de Segunda División B. La siguiente campaña tuvo la ocasión de debutar con el primer equipo en la máxima categoría, con motivo de la huelga convocada por los futbolistas profesionales españoles, que obligó a los clubes a recurrir a sus futbolistas amateurs para disputar la segunda jornada de la temporada 1984/85. Abellán fue el guardameta elegido para defender la portería, en un partido que terminó con victoria azulgrana por 4-0 ante el Real Zaragoza. Esa temporada los azulgrana fueron campeones de liga.
Tras este fugaz paso por Primera División -el único de su carrera- Abellán continuó jugando entre Segunda B y Tercera División con el Barcelona Amateur. La temporada 1987/88 dio el salto al FC Barcelona Atlètic, con el que militó dos años en Segunda.
La temporada 1989/90 fue traspasado al Real Murcia. Permaneció cinco años en la disciplina pimentonera, cuatro de ellos en Segunda A y otro en Segunda B. El verano de 1994 se marchó a otro equipo de la categoría de plata, el Hércules CF. Fue titular en su primera temporada y quedó inédito en la siguiente, en la que los alicantinos se proclamaron campeones de Segunda. Se retiró al terminar la campaña.

## Clubes
| Club                 | País   | Año       |
| -------------------- | ------ | --------- |
| FC Barcelona Amateur | España | 1983-1984 |
| FC Barcelona         | España | 1984      |
| FC Barcelona Amateur | España | 1984-1987 |
| FC Barcelona Atlètic | España | 1987-1989 |
| Real Murcia          | España | 1989-1994 |
| Hércules CF          | España | 1994-1996 |

## Palmarés

### Campeonatos nacionales
| Título                     | Club                 | País   | Año  |
| -------------------------- | -------------------- | ------ | ---- |
| Liga de Tercera División   | FC Barcelona Amateur | España | 1984 |
| Liga de Primera División   | FC Barcelona         | España | 1985 |
| Liga de Segunda División B | Real Murcia          | España | 1993 |
| Liga de Segunda División   | Hércules CF          | España | 1996 |